# 대한민국 형사소송법 제31조
대한민국 형사소송법 제31조는 변호인의 자격과 특별변호인에 대한 형사소송법의 조문이다.

## 조문
제31조(변호인의 자격과 특별변호인) 변호인은 변호사 중에서 선임하여야 한다. 단, 대법원 이외의 법원은 특별한 사정이 있으면 변호사 아닌 자를 변호인으로 선임함을 허가할 수 있다.

第31條(辯護人의 資格과 特別辯護人) 辯護人은 辯護士 中에서 選任하여야 한다. 但, 大法院 以外의 法院은 特別한 事情이 있으면 辯護士 아닌 者를 辯護人으로 選任함을 許可할 수 있다.

## 참고 문헌
- 손동권 신이철, 새로운 형사소송법(초판, 2013), 세창, 2013. ISBN 9788984114081

## 같이 보기
- 대한민국 형사소송법 제32조의2
- 대한민국 형사소송법 제386조
- 대한민국 형사소송법 제387조